# Составы группы «Блестящие»
«Блестящие» — российская женская поп-группа. За всю историю коллектива сменилось 25 составов и 17 участниц. В настоящее время в коллектив входят Ксения Новикова, Надежда Ручка, Марина Бережная, Сильвия Золотова и Кристина Илларионова.

## История составов группы
Первый состав группы «Блестящие» официально сформировался в 1995 году, и в него входили Ольга Орлова, Полина Иодис и Варвара Королёва. Основной вокалисткой была Орлова, которая также писала песни для коллектива. В марте 1996 года Варвара Королёва покинула группу и её заменила Ирина Лукьянова. В мае 1997 года к коллективу присоединилась Жанна Фриске, которая изначально работала на правах художественного руководителя. Таким образом группа становится квартетом. Этот состав продержался до 1998 года. В ноябре 1998 года группу покинула Полина Иодис. До августа 1999 года в коллектив входили три участницы: Орлова, Лукьянова и Фриске, пока в том же месяце к ним не присоединилась бывшая солистка группы «Класс» Ксения Новикова. С приходом Новиковой имидж группы подвергся некоторым изменениям: от «едких кислотных цветов» вокалистки перешли «к зрелой сексуальности».
В ноябре 2000 года Ольге Орловой пришлось покинуть коллектив в связи с беременностью. После её ухода из коллектива вокальные партии стали делиться между всеми участницами группы. Осенью 2001 года была представлена новая солистка Юлия Ковальчук, которая до этого работала у группы на подтанцовке. До прихода Юлии предполагалось, что в группе будет выступать некая девушка по имени Маша. Её дебют должен был состояться в клипе на песню «Белым снегом», но солисткой она так и не стала и в ролике не появилась. Следовательно, в группе находились только Жанна, Ксения и Ирина. В начале 2003 года группу по причине беременности покинула Ирина Лукьянова. До марта 2003 года группа выступала в составе Новикова-Фриске-Ковальчук, пока к ним не присоединилась Анна Семенович. Осенью того же года группу покинула Жанна Фриске, которая решила заняться сольной карьерой. Группа остаётся в усечённом составе.
В 2004 году к Ксении, Юлии и Анне присоединяется бывшая участница группы Party Надежда Ручка. В марте 2007 года место Анны Семенович в группе заняла бывшая солистка группы «Стрелки» Анастасия Осипова. Состав был представлен 2 марта на концерте «Бабий бунт» В «Лужниках». В этом же году из группы уходит Ксения Новикова, которую летом заменила Наталия Асмолова. Однако через три месяца Асмоловой пришлось выйти из состава группы, так как девушка скрывала от продюсеров свою фотосессию для журнала «Maxim».
В октябре 2007 года на премии MTV RMA 2007 была представлена новая участница Наталья Фриске, младшая сестра Жанны Фриске. 31 декабря 2007 года, по истечении контракта Юлия Ковальчук покинула группу. После ухода Юлии, был проведён кастинг. В начале 2008 года на место Юлии Ковальчук в группу приходит Анна Дубовицкая, а на место Натальи Фриске — Юлианна Лукашева. Изначально, место Натальи Фриске должна была занять модель Надежда Кондратьева, но по определённым причинам солисткой она не стала. В ноябре 2009 года Лукашева заявила о своём уходе. 28 ноября на «Золотом граммофоне» была представлена Марина Бережная как новая солистка группы. Этот состав продержался до лета 2011 года.
В июне 2011 года в коллектив вернулась Ксения Новикова. Этот состав просуществовал всего 3 месяца. Вскоре, из-за беременности, группу покидает Анна Дубовицкая. Продюсеры не смогли найти ей замену, и девушки продолжили выступать вчетвером. В июне 2015 года Анастасия Осипова заявила об уходе из группы. На её место в группу вернулась Наталия Асмолова. В октябре Ксения Новикова объявила об уходе. Группу также покинула Наталия Асмолова. 16 октября состоялось презентация обновленного состава. Новыми участницами стали Сильвия Золотова и Кристина Илларионова.
В июне 2017 года Надежда Ручка ушла в декрет. Некоторое время на концертах Надежду заменяла Наталия Асмолова. В августе Надежда родила сына и сообщила, что в группу не вернётся. В мае 2018 года Ксения Новикова вернулась в коллектив в третий раз. Состав Новикова — Бережная — Золотова — Илларионова является самым продолжительным за всю историю группы. В мае 2022 года в группу вернулась Надежда Ручка.

## Пояснения
- Ольга Орлова покинула группу в ноябре 2000 года, после съёмок клипа на песню «Белым снегом», хотя её контракт закончился в августе[2].
- В сентябре 2013 года вместо Надежды Ручки на концертах выступала Наталия Асмолова, так как Ручка принимала участие в проекте «Остров»[46].
- О своём втором уходе из группы Ксения Новикова объявила в октябре, однако покинула коллектив в январе 2016 года, после выступления на премии «Золотой граммофон» и новогодних выступлений[47].

## Составы

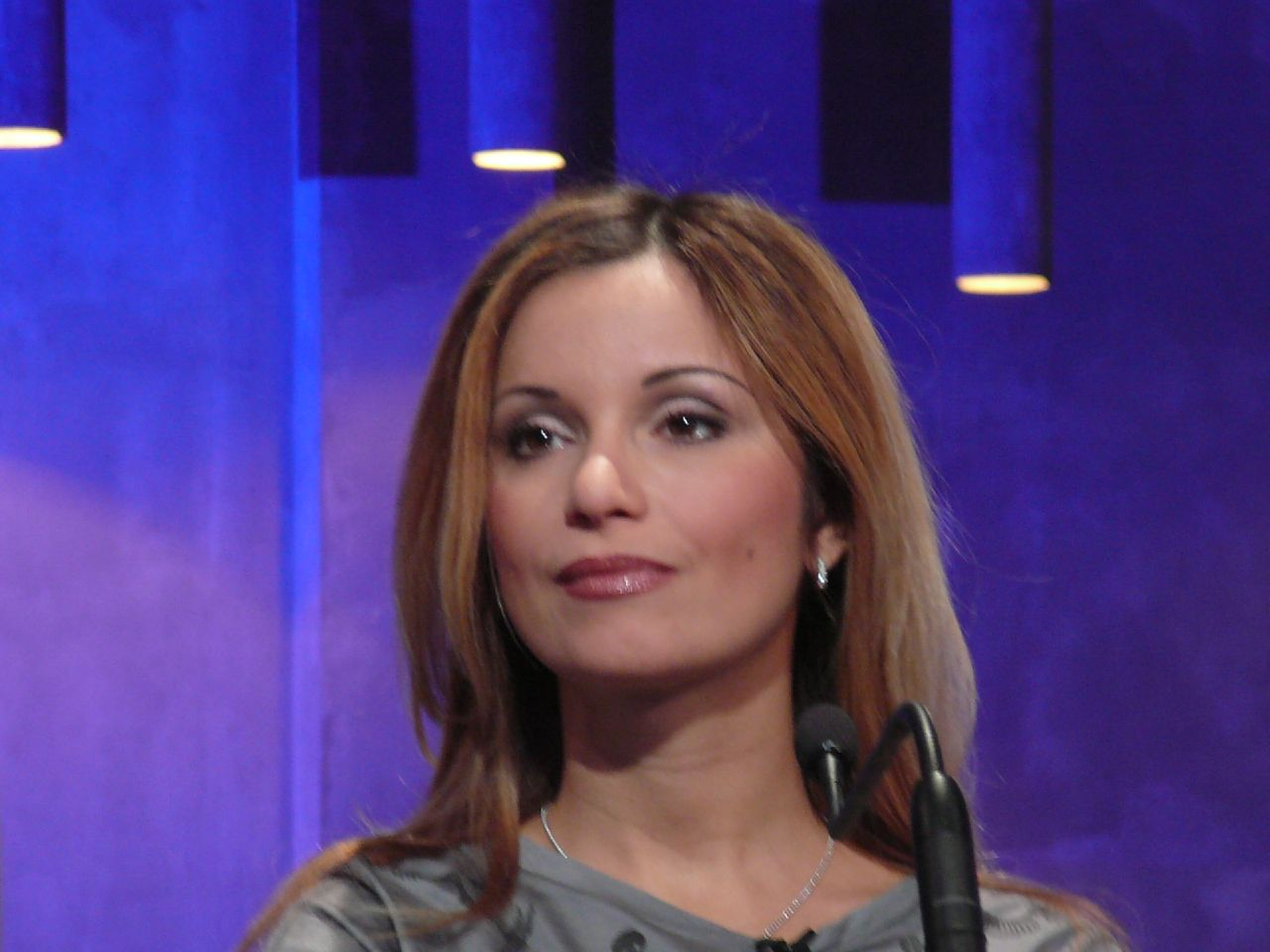
Ольга Орлова
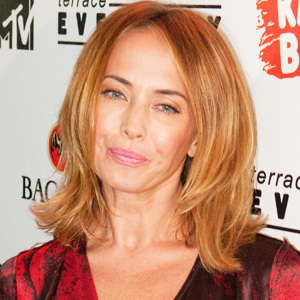
Жанна Фриске
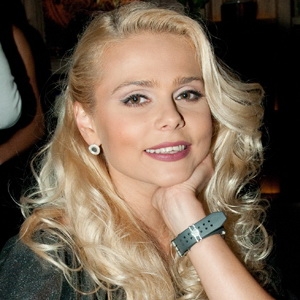
Ксения Новикова
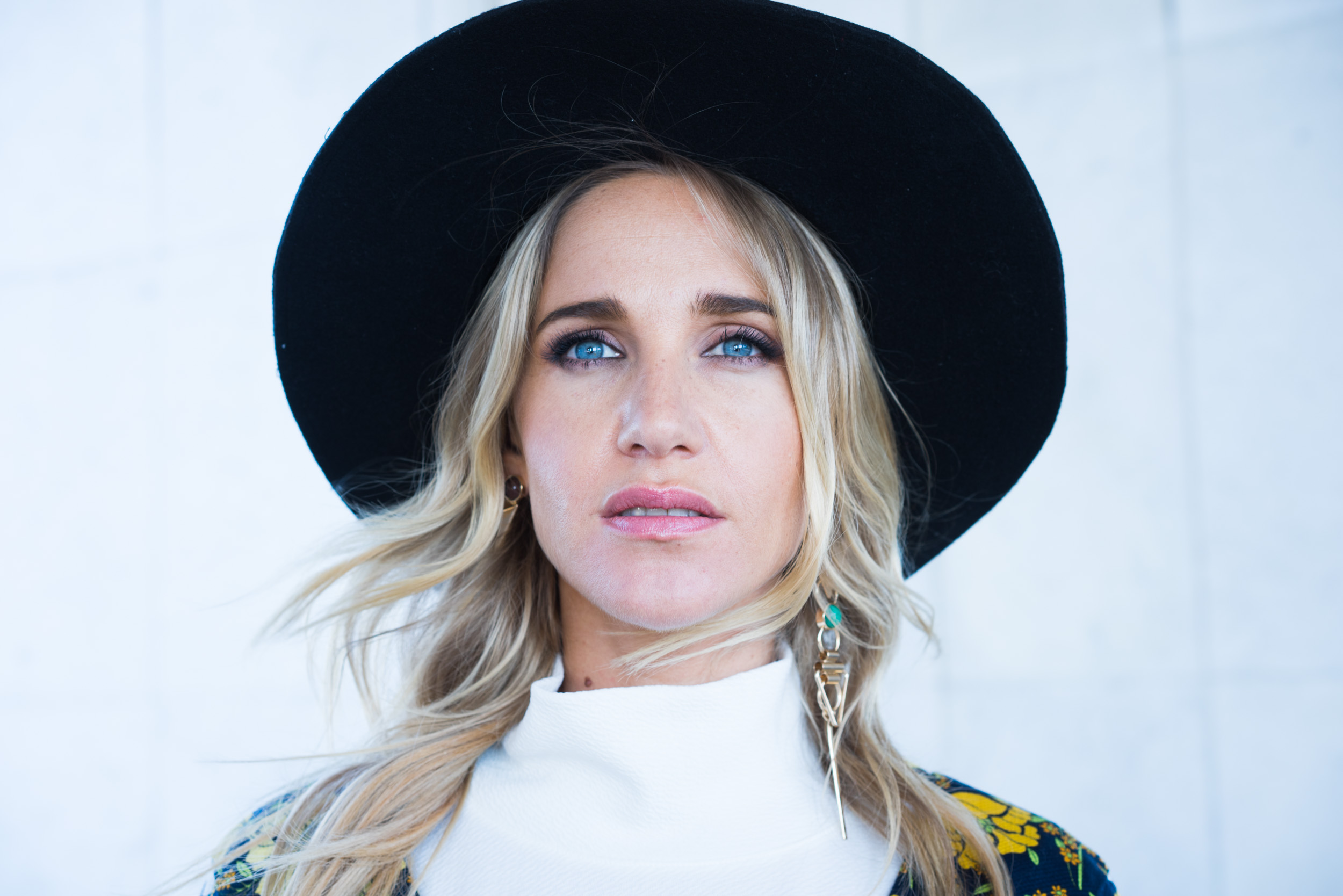
Юлия Ковальчук
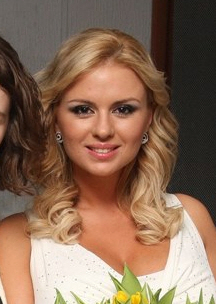
Анна Семенович
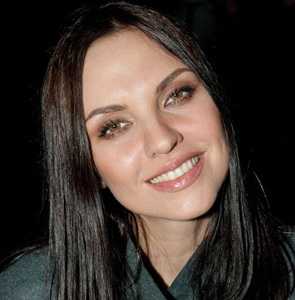
Надежда Ручка
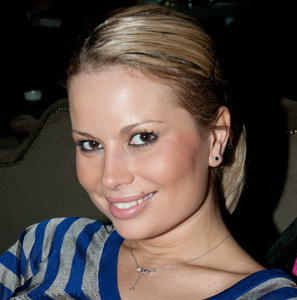
Анастасия Осипова
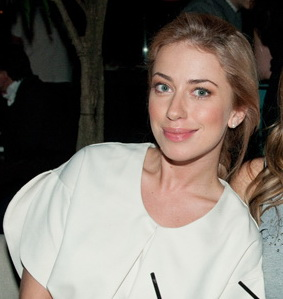
Анна Дубовицкая
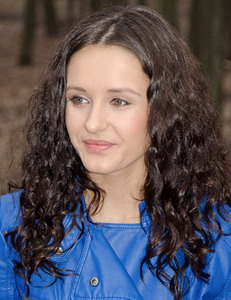
Марина Бережная

### Основные
Всего сменилось 25 составов и 17 участниц.
| Период                      | Состав            | Состав           | Состав        | Состав               | Состав            | Продолжительность состава |
| --------------------------- | ----------------- | ---------------- | ------------- | -------------------- | ----------------- | ------------------------- |
| март 1995 — март 1996       | Ольга Орлова      | Варвара Королёва | Полина Иодис  |                      |                   | 1 год                     |
| март 1996 — май 1997        | Ольга Орлова      | Ирина Лукьянова  | Полина Иодис  | 1 год 2 месяца       |                   |                           |
| май 1997 — ноябрь 1998      | Ольга Орлова      | Ирина Лукьянова  | Жанна Фриске  | Полина Иодис         | 1 год 6 месяцев   |                           |
| ноябрь 1998 — август 1999   | Ольга Орлова      | Ирина Лукьянова  | Жанна Фриске  |                      | 10 месяцев        |                           |
| август 1999 — ноябрь 2000   | Ольга Орлова      | Ирина Лукьянова  | Жанна Фриске  | Ксения Новикова      | 1 год 3 месяца    |                           |
| ноябрь 2000 — август 2001   | Ксения Новикова   | Ирина Лукьянова  | Жанна Фриске  |                      | 10 месяцев        |                           |
| август 2001 — март 2003     | Ксения Новикова   | Ирина Лукьянова  | Жанна Фриске  | Юлия Ковальчук       | 1 год 7 месяцев   |                           |
| март — май 2003             | Ксения Новикова   | Юлия Ковальчук   | Жанна Фриске  |                      | 2 месяца          |                           |
| май — сентябрь 2003         | Ксения Новикова   | Юлия Ковальчук   | Жанна Фриске  | Анна Семенович       | 4 месяца          |                           |
| сентябрь 2003 — апрель 2004 | Ксения Новикова   | Юлия Ковальчук   |               | Анна Семенович       | 7 месяцев         |                           |
| апрель 2004 — март 2007     | Ксения Новикова   | Юлия Ковальчук   | Надежда Ручка | Анна Семенович       | 2 года 11 месяцев |                           |
| март — май 2007             | Ксения Новикова   | Юлия Ковальчук   | Надежда Ручка | Анастасия Осипова    | 2 месяца          |                           |
| май — октябрь 2007          | Анастасия Осипова | Юлия Ковальчук   | Надежда Ручка | Наталия Асмолова     | 5 месяцев         |                           |
| октябрь 2007 — январь 2008  | Анастасия Осипова | Юлия Ковальчук   | Надежда Ручка | Наталья Фриске       | 3 месяца          |                           |
| февраль — март 2008         | Анастасия Осипова | Анна Дубовицкая  | Надежда Ручка | Наталья Фриске       | 1 месяц           |                           |
| июнь — ноябрь 2009          | Анастасия Осипова | Анна Дубовицкая  | Надежда Ручка | Юлианна Лукашева     | 1 год 5 месяцев   |                           |
| ноябрь 2009 — июнь 2011     | Анастасия Осипова | Анна Дубовицкая  | Надежда Ручка | Марина Бережная      | 1 год 7 месяцев   |                           |
| июнь — сентябрь 2011        | Марина Бережная   | Ксения Новикова  | Надежда Ручка | Анастасия Осипова    | Анна Дубовицкая   | 3 месяца                  |
| сентябрь 2011 — июнь 2015   | Марина Бережная   | Ксения Новикова  | Надежда Ручка | Анастасия Осипова    |                   | 3 года 9 месяцев          |
| июнь — октябрь 2015         | Марина Бережная   | Ксения Новикова  | Надежда Ручка | Наталия Асмолова     | 4 месяца          |                           |
| октябрь 2015 — январь 2016  | Марина Бережная   | Ксения Новикова  | Надежда Ручка | Кристина Илларионова | Сильвия Золотова  | 3 месяца                  |
| январь 2016 — июнь 2017     | Марина Бережная   |                  | Надежда Ручка | Кристина Илларионова | Сильвия Золотова  | 1 год 5 месяцев           |
| июнь 2017 — май 2018        | Марина Бережная   |                  | 11 месяцев    | Кристина Илларионова | Сильвия Золотова  |                           |
| май 2018 — май 2022         | Марина Бережная   | Ксения Новикова  | 4 года        | Кристина Илларионова | Сильвия Золотова  |                           |
| май 2022 — настоящее время  | Марина Бережная   | Ксения Новикова  | Надежда Ручка | Кристина Илларионова | Сильвия Золотова  | —                         |

### «Полные»
На таких мероприятиях, как премия MTV RMA 2007, конкурс Новая волна 2014 выступали так называемые «полные» составы. В них входили участницы составов разных лет.
| Год  | Состав       | Состав          | Состав           | Состав          | Состав          | Состав        | Состав            | Состав              | Выступление  |
| ---- | ------------ | --------------- | ---------------- | --------------- | --------------- | ------------- | ----------------- | ------------------- | ------------ |
| 2007 | Ольга Орлова |                 | Жанна Фриске     | Ксения Новикова | Юлия Ковальчук  | Надежда Ручка | Анастасия Осипова | Наталья Фриске      | MTV RMA 2007 |
| 2014 | Ольга Орлова |                 | Юлианна Лукашева | Ксения Новикова | Марина Бережная | Надежда Ручка | Анастасия Осипова | Новая волна 2014    |              |
| 2015 | Ольга Орлова | Ирина Лукьянова | Юлианна Лукашева | Ксения Новикова | Марина Бережная | Надежда Ручка | Анастасия Осипова | Супердискотека 90-х |              |

### «Золотой состав»
Существует несколько вариантов относительно того, какой состав считается «золотым». В 2011 году сайт «Woman.ru» посчитал «золотым» состав Фриске — Новикова — Ковальчук — Семенович. По некоторым другим источникам таковым составом считается состав Новикова — Ковальчук — Семенович — Ручка. Также «золотым» называют состав Орлова — Иодис — Лукьянова — Фриске, в котором группа получила известность.
В 2013 году «Экспресс-газета», опубликовав интервью Ирины Лукьяновой, назвала «золотым» состав Орлова — Лукьянова — Фриске — Новикова.

## Солистки

### Действующие
| №  | Солистка             | Годы пребывания                       | Кого заменила                         |
| -- | -------------------- | ------------------------------------- | ------------------------------------- |
| 1. | Ксения Новикова      | 1. 1999—2007; 2. 2011—2016; 3. с 2018 | 1. Полина Иодис 2. — 3. Надежда Ручка |
| 2. | Надежда Ручка        | 1. 2004—2017 2. с 2022                | 1. Жанна Фриске 2. —                  |
| 3. | Марина Бережная      | с 2009                                | Юлианна Лукашева                      |
| 4. | Сильвия Золотова     | с 2015                                | Анастасия Осипова                     |
| 5. | Кристина Илларионова | с 2015                                | Ксения Новикова                       |

### Бывшие солистки и их дальнейшая судьба
Дальнейшая судьба бывших солисток, после ухода из группы сложилась по-разному. Ольга Орлова после ухода из группы начала сольную карьеру певицы и актрисы. Жанна Фриске, Анна Семенович и Юлия Ковальчук также занялись своими сольными проектами. В 2015 году Жанна Фриске скончалась от опухоли головного мозга. Ксения Новикова занялась сольной карьерой и некоторое время была солисткой и продюсером собственной поп-группы. Полина Иодис занялась серфингом, а Ирина Лукьянова посвятила себя семье и хореографии.
| №   | Солистка          | Годы пребывания | Время пребывания в коллективе | Заменена                         |
| --- | ----------------- | --------------- | ----------------------------- | -------------------------------- |
| 1.  | Ольга Орлова      | 1995—2000       | 5 лет 9 месяцев               | Юлия Ковальчук                   |
| 2.  | Полина Иодис      | 1995—1998       | 3 года 8 месяцев              | Ксения Новикова                  |
| 3.  | Варвара Королёва  | 1995—1996       | 1 год                         | 1.Ирина Лукьянова 2.Жанна Фриске |
| 4.  | Ирина Лукьянова   | 1996—2003       | 7 лет                         | Анна Семенович                   |
| 5.  | Жанна Фриске      | 1997—2003       | 6 лет 1 месяц                 | Надежда Ручка                    |
| 6.  | Юлия Ковальчук    | 2001—2008       | 7 лет 6 месяцев               | Анна Дубовицкая                  |
| 7.  | Анна Семенович    | 2003—2007       | 3 года 10 месяцев             | Анастасия Осипова                |
| 8.  | Анастасия Осипова | 2007—2015       | 8 лет                         | Сильвия Золотова                 |
| 9.  | Наталья Фриске    | 2007—2008       | 5 месяцев                     | Юлианна Лукашева                 |
| 10. | Анна Дубовицкая   | 2008—2011       | 3 года 7 месяцев              | —                                |
| 11. | Юлианна Лукашева  | 2008—2009       | 1 год 4 месяца                | Марина Бережная                  |

### Запасные
| №  | Солистка         | Пребывание              | Заменяла                                                 |
| -- | ---------------- | ----------------------- | -------------------------------------------------------- |
| 1. | Наталия Асмолова | 1. 2007 2. 2015 3. 2017 | 1. Ксения Новикова 2. Анастасия Осипова 3. Надежда Ручка |

### Несостоявшиеся
| № | Девушка             | Год  | Кого должна была заменить | Кто занял место  | Причина                            |
| - | ------------------- | ---- | ------------------------- | ---------------- | ---------------------------------- |
| 1 | Маша                | 2000 | Ольга Орлова              | Юлия Ковальчук   | Неизвестно                         |
| 2 | Карина Зверева      | 2003 | Жанна Фриске              | Надежда Ручка    | Отказалась по собственному желанию |
| 3 | Надежда Кондратьева | 2007 | Наталья Фриске            | Юлианна Лукашева | Неизвестно                         |